# 2014桃園地景藝術節
2014桃園地景藝術節為臺灣桃園縣政府在2014年9月4日至9月14日於桃園縣大園鄉之中華民國海軍桃園基地（前海軍航空指揮部）主辦的大型展覽活動，協辦單位則包括中華民國國防部與中華民國交通部。主要展覽作品包括弗洛伦泰因·霍夫曼的『月兔』，本土藝術家李真的大型銅雕、洪易的『快樂動物派對』、中國藝術家張洹的『六道輪迴』、徐冰的『石徑』等靜態作品展覽。
此外，舉辦地點海軍桃園基地，為昔日執行偵察任務「黑貓中隊」（前中華民國空軍35中隊）所在地，策展單位將停放飛機的機堡，妝點成「黑貓藝術基地」，還加入「桃園起飛──祈福飛鷹」、「在地情、人不散」、「地景藝術軍團」等行動展出。

## 外部連結
- 2014桃園地景藝術節
- 桃園地景藝術節（页面存档备份，存于）